# Tüzérségi lövedék

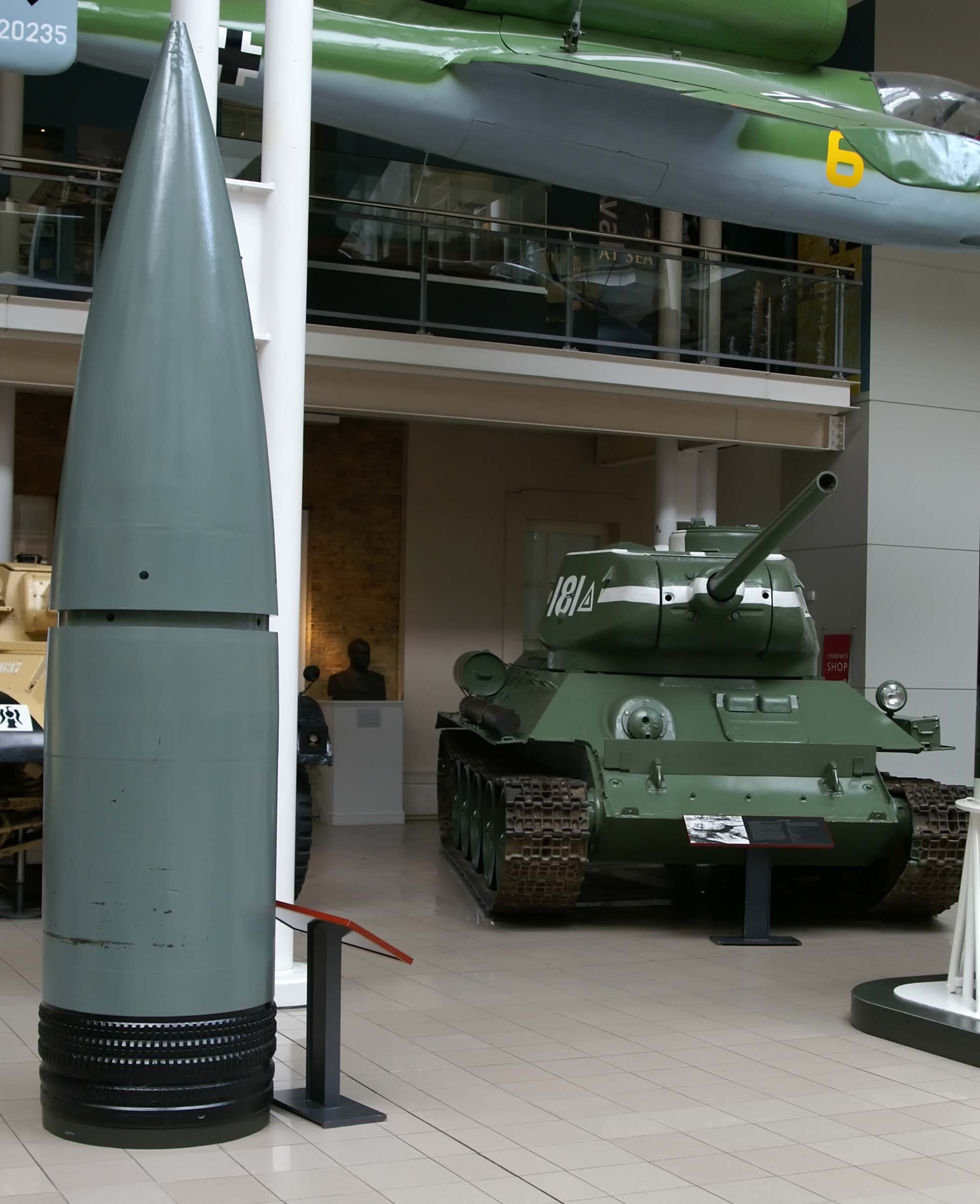
A német 80 cm-es Schwerer Gustav névre keresztelt K (E) vasúti ágyú egyik lövedéke a londoni Imperial War Museumban

A tüzérségi lövedék olyan tűzfegyver-lövedék, amely valamely tüzérségi eszközből kilőhető, vagy arról lelőhető. Röppályáján való elindítást, ill. azon való hajtását minden esetben hőfejlődés útján keletkező gázok biztosítják. Főbb jellemzői a kézi tűzfegyverekben alkalmazottaknál nagyobb űrméret, a jóval nagyobb rombolóerő, valamint méretükből adódóan a többfeladatúság.

## Felépítése

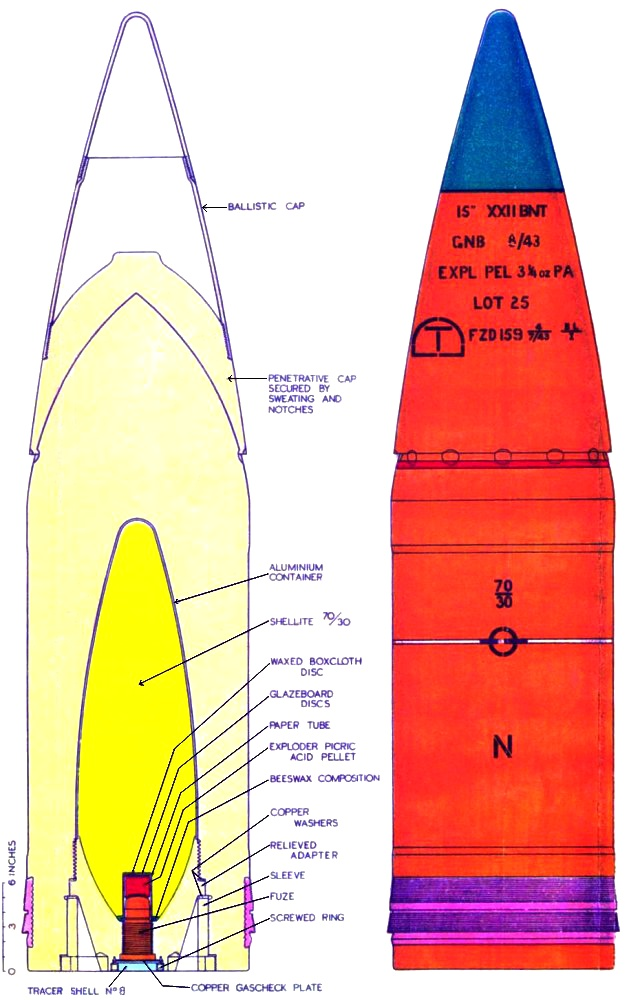
Egy brit 15 hüvelykes BL 15 inch Mk I típusú hajóágyú páncéltörő lövedéke (AP Shell Mk XXII BNT) fenékgyújtóval felszerelve

### Gyújtószerkezet
Szerkezeti felépítés szerint lehet:
- fejgyújtók (menettel csavarhatóak a fejbe)
- fenékgyújtók (kötelező a jó tömítettség)
Lövedék gyújtási láncának elemei: 1. csappantyú ⇒ 2. gyutacs (elektromos szikragyújtó) ⇒ 3. detonátor. ⇒ lövedékrobbanás
A többi ehhez a lánchoz van rendelve: csappantyút beütő, működésbe hozó ütőszeg (mechanikus gyújtók), dugattyú (pneumatikus gyújtók), piezoelektromos kristály (piezogyújtók – főként kumulatív gránátokban), egyéb elektromos alkatrészek (elektromos gyújtók). A lövedéket különféle biztosítékok biztosítják, hogy a tárolás/szállítás/málházás/kilövés esetén ne lépjen működésbe (ez az ún. cső előtti biztonság és csőbiztonság). A csőben kilövésre kerülő lövedékre 10 000–20 000 g (!) hat, azaz 1 g tömegű test 10 kg is lehetne. Ezek a biztosítékok kilövés közben elnyíródnak/hajolnak, és a lövedék „kibiztosítódik”.

#### Csapódógyújtók
Értelemszerűen a lövedék célba csapódásakor működik. Három fajtája van:
- Pillanatgyújtók: csak fejgyújtók, ált. ütőszegesek (a régiek), de lehetnek piezoelektromosak is.
- Tehetetlenségi (tehetetlenséggel késleltetett) gyújtók: lehetnek fej- és fenékgyújtók is.
- Késleltetőgyújtók: ha a gyújtási lánc elemei közé pirotechnikai vagy mechanikai késleltető építenek be.

#### Időzíthető gyújtók
Előre beállított idő eltelte után működik a lövedék röppályáján.
- Égőgyújtók, másik nevén a lőporkorongos időzíthető gyújtók: a feketelőpor állandó égési sebessége szolgált az időzítéshez. A lövedékben a gyújtótestbe forgatható fémkorongot raktak, amibe feketelőport sajtoltak és ennek a fémkorongnak a forgatásával szabályozták az időzítést (persze kilövéskor meggyulladt a lőpor (kicsit komplikált, egyébként ennek is van már fajtája).
- Óraműves gyújtók: bonyolult volt, az első világháborúban fejlesztették ki, a második világháborúban is alkalmazták még.

#### Kettős gyújtók
A csapódó és az időzíthető gyújtók szerkezeti egyesítése.
A piezoelektromos hatás: Egyes kristályos anyagok véglapjai között mechanikus terhelés hatására elektromos feszültség indukálódik. A feszültséget elektromos szikragyújtó (gyutacs) sarkaiba vezetik. Becsapódáskor akkora feszültség keletkezik, hogy szikrát vet és emiatt a gyutacs felrobban. Ilyen kristály a kvarc, a turmalin, a Berthollet-só, a báriumtitanát.

#### Közelségi gyújtók
A második világháborúban fejlesztették ki az USA-ban, URH-rádiósávban működott (Hertl-oszcillátor).

## Típusai

### Nagy rombolóerejű (HE) lövedékek

#### Kumulatív energiával romboló lövedékek
Lényege, hogy a céltárgy felé eső részen üregesen kialakított robbanótöltetnek nagyobb a romboló hatása, mint a sík felületű robbanótöltetnek. Ha a töltet üregét valamilyen fém-, üveg- stb. béléssel látják el, akkor a kumulatív hatás fokozódik. A leginkább páncél és betonátütésre használt tölteteken az üreg kúp alakú, és vas vagy réz béléssel látják el. Az ilyen töltet a béléskúp alapkörének az átmérőjéhez viszonyított 3-4 szeres páncélvastagság átütésére képes, betonátütése ennek a 2-3 szorosa.

### Irányított lövedékek
Olyan tüzérségi lövedéktípus, amely kezdetben a fegyvercső által megadott lövedékröppályáján haladva, kormányszervei és utasításközlő rendszerei segítségével képes azt menet közben módosítani az elérni kívánt cél koordinátáinak megváltoztatása esetén. Angol nevén guided artillery projectile (GAP). Mozgó célok, vagy nagy pontosságot igénylő lövések esetén alkalmazzák, a célkörzetben való koordinátamódosítások révén. Rendszerint lézervezérlésűek.
| Típusjel            | Alkalmazó löveg                                                                      | Fejlesztő                | Harci rész | Megjegyzés |
| ------------------- | ------------------------------------------------------------------------------------ | ------------------------ | ---------- | ---------- |
| M712 Copperhead     | 155 mm-es, bármelyik NABK szerinti tüzelheti                                         | USA                      | na.        |            |
| XM982 Excalibur     | 155 mm-es, bármelyik NABK szerinti tüzelheti                                         | USA                      | na.        |            |
| BONUS               | 155 mm-es                                                                            | BAE Systems              | na.        |            |
| 155 mm DM 702 SMArt | 155 mm-es, bármelyik NABK szerinti tüzelheti, a Panzerhaubitze 2000-hez kifejlesztve | Rheinmetall, Németország | na.        |            |
| GRAN                | 120 mm-es aknagránát                                                                 | KBP, Oroszország         | HEF        |            |
| Krasznopol          | 152 mm és 155 mm                                                                     | KBP, Oroszország         | HEF        |            |
| Krasznopol–M2       | 155 mm-es                                                                            | KBP, Oroszország         | na.        |            |
| Kitolov–2M          | 122 mm-es                                                                            | KBP, Oroszország         | HEF        |            |

### Tömegpusztító lövedékek
- Nukleáris töltetű lövedékek
- Biológiai töltetű lövedékek
- Vegyi töltetű lövedékek

### Rakétatüzérségi lövedékek
A rakétatüzérségi lövedékek alapvetően rakétáknak minősülnek.
| Típusjel | Lövedékátmérő         | Alkalmazó löveg                                                                            | Fejlesztő                                                    | Harci rész       | Megjegyzés |
| --- | --------------------- | ------------------------------------------------------------------------------------------ | ------------------------------------------------------------ | ---------------- | --- |
| | 73 mm                 | 7,3 cm Föhn-Gerät és 7,3 cm Propagandawerfer 41                                            | Harmadik Birodalom                                           |                  | |
| | 80 mm                 | 8 cm Raketen-Vielfachwerfer                                                                | Harmadik Birodalom                                           |                  | |
| | 100 mm                | 10 cm Nebelwerfer 35 és 10 cm Nebelwerfer 40                                               | Harmadik Birodalom                                           |                  | |
| 15 cm Wurfgranate 41 | 150 mm                | 15 cm Nebelwerfer 41 és 15 cm Panzerwerfer 42                                              | Harmadik Birodalom                                           |                  | |
| 21 cm Wurfgranate 42 | 210 mm                | 21 cm Nebelwerfer 42                                                                       | Harmadik Birodalom                                           |                  | Alapját képezte az 1943-tól német repülőgépeken alkalmazott Werfer-Granate 21-nek (ismert még Bordrakete 21-nek is).     |
| 28 cm Wurfkörper Spreng | 280 mm                | 28 cm Nebelwerfer 41, Wurfrahmen 40, schwere Wurfgerät 40 (fa), schwere Wurfgerät 41 (fém) | Harmadik Birodalom                                           | robbanó (spreng) | |
| 30 cm Wurfkörper 42 30 cm Wurfkörper 42 Spreng | 300 mm                | 30 cm Nebelwerfer 42 és 30 cm Raketenwerfer 56                                             | Harmadik Birodalom                                           | robbanó          | |
| 32 cm Wurfkörper Flamm | 320 mm                | 32 cm Nebelwerfer 41, Wurfrahmen 40, schwere Wurfgerät 40 (fa), schwere Wurfgerät 41 (fém) | Harmadik Birodalom                                           | gyújtó           | |
| | 107 mm                | 63-típusú sorozatvető                                                                      | Kína                                                         |                  | |
| M55 – vegyi harcrészű (Szarin és VX) | 114 mm (4,5 hüvelyk)  | T34 Calliope                                                                               | USA                                                          |                  | |
| M26 – DPICM-rakéta (M26A1, M26A2) M27 – gyakorló M28 – gyakorló (M28A1) XM29 – páncéltörő, irányított lövedék (SADARM) M30 – irányított rávezetéssel XM31 – M30 növelt rombólerejű tölettel XM135 – VX-vegyi harca. MGM–140A ATACMS – irányított AT2 – SCATMIN-rakéta | 227 mm (8,94 hüvelyk) | M270 MLRS                                                                                  | USA                                                          |                  | |
| M–8 | 82 mm                 | BM–8                                                                                       | Szovjetunió                                                  |                  | Az RSZ–82 levegő–föld rakéta föld–föld változata (Реактивный Снаряд, Reativnyij Sznarjad, azaz „rakétahajtású lövedék”). |
| 9M22U (M–21OF) – repesz-romboló 9M28F – repesz-romboló 9M28K – harckocsielhárítóakna-résztöltetekkel 9M43 – füst 9M217 – harckocsielhárító-részt. 9M218 – harckocsielhárító-részt. 9M519 – rádióhullám-zavaró 9M521 – repesz-romboló 9M522 – repesz-romboló PRC–60 – vízalatti indításhoz (vízideszant) 90A-típusú (kínai) – repesz-romboló M21–OF–FP (román) – repesz-romboló M21–OF–S (román) – repesz-romboló Sakr–45A (egyiptomi) – harckocsielhárító-részt. Sakr–45B (egyiptomi) – repesz-romboló | 122,4 mm              | BM–21 Grad, LAROM, RM–70 M–91 Vulkan WR–40 Langusta                                        | Szovjetunió Románia Csehszlovákia Horvátország Lengyelország |                  | |
| M–13 | 132 mm                | BM–14 Katyusa                                                                              | Szovjetunió                                                  |                  | Az RSZ–132 levegő–föld rakéta föld–föld változata.                                                                       |
| | 240 mm                | BM–24                                                                                      | Szovjetunió                                                  |                  | |
| | 250 mm                | BM–25                                                                                      | Szovjetunió                                                  |                  | |
| | 220 mm                | BM–27 Uragan és TOSZ–1                                                                     | Szovjetunió                                                  |                  | |
| 9M55K – gyalogság elleni résztöltetekkel 9M55K1 – önirányított hk.elhárító résztöltetekkel 9M55K4 – harckocsielhárítóakna-résztöltetekkel 9M55K5 – kombinált pc.törő, repesz-romboló 9M55F – függetlenített repesz-romboló 9M55S – termobarikus 9M528 – repesz-romboló | 300 mm                | BM–30 Szmercs                                                                              | Szovjetunió                                                  |                  | |
| | 300 mm                | BM–31                                                                                      | Szovjetunió                                                  |                  | |
| | 160 mm                | LAROM                                                                                      | Románia                                                      |                  | |
| M–63 | 128 mm                | M–63 Plamen és M–77 Ogany, M–96 Taifun                                                     | Jugoszlávia, Horvátország                                    |                  | |
| | 262 mm                | M–87 Orkan                                                                                 | Jugoszlávia                                                  |                  | |

### Bibliográfia

#### Könyvek, monográfiák
- Kováts Zoltán – Lugosi József – Nagy István – Sárhidai Gyula: Tábori tüzérség. Típuskönyv sorozat. Zrínyi Katonai Kiadó, Budapest, 1988. (szaklektor: Enzsöl Gyula)

#### Periodikumok
- A Haditechnika c. folyóirat cikkei:
  - Bartha Tibor mk. őrnagy: Ágyúból indítható irányított páncéltörő rakétarendszerek. Haditechnika 1997/3, 14–18.
  - Kovács Vilmos őrnagy: Olasz–magyar együttműködés a tüzérségi lőszerek terén (1929–1944). Haditechnika 1997/2, 6–9.
  - Kovács Vilmos őrnagy: A magyar tábori tüzérség által a II. világháború során alkalmazott tüzérségi lőszerek. Haditechnika 1996/2, 5–9.

#### Magyar nyelven
- Az AHEAD lőszer bemutatása[halott link] – a 2007-es Repüléstudományi konferencia egyik előadása (szrfk.hu)
- A 155 mm-es tábori tüzérség lőszereinek fejlesztése, korszerűsítése napjainkban – Górász Géza okl. mk. alezredes cikke a Bolyai Szemle 2003/1. számában

#### Angol nyelven
- JBMOU SFM Program[halott link] rövid leírás az Advanced Systems Division-től
- BONUS 155 mm-es tüzérségi lövedék a gyártó BAE Systems oldalán
- KBP irányított lövedékei
- Az ATK fegyverrendszerei

#### Német nyelven
- A Rheinmetall Defence Fegyver és töltény terméklistája

#### Filmek
- Bofors 155 mm BONUS – Artillery delivered 155mm sensor-fuzed munition (LiveLeak)
- Egy gépágyúból kilőtt szárnystabilizált lövedék lassított felvétele (YouTube)